# Torneo Kurowashiki 2019 (maschile)
Il Torneo Kurowashiki 2019 si è svolto dal 1° al 6 maggio 2019: al torneo hanno partecipato diciassette squadre di club, universitarie e scolastiche giapponesi e la vittoria finale è andata per l'ottava volta ai Suntory Sunbirds.

## Regolamento
La competizione prevede che vi prendano parte 16 squadre. Sono previsti due fasi: nella prima si svolge un turno preliminare a gironi, mentre nella seconda si svolgono quarti di finale, semifinali e finale.

## Partecipanti
| - Amagasaki Shiritsu - FC Tokyo - Fukuyama Heisei Daigaku - JT Thunders - JTEKT Stings - Kawasaki Red Spirits - Kinki Daigaku - Meiji Daigaku | - Nagano Tridents - Oita Weisse Adler - Panasonic Panthers - Rakunan - Sakai Blazers - Suntory Sunbirds - Toray Arrows - Toyoda Trefuerza - Waseda Daigaku |

## Competizione

### Prima fase

#### Gruppo A
| Squadre            | FC Tokyo | Nagano Tridents | Kinki Daigaku | Amagasaki Shiritsu | G | V | P |
| ------------------ | -------- | --------------- | ------------- | ------------------ | - | - | - |
| FC Tokyo           |          | 3 - 0           | 3 - 2         | 3 - 0              | 3 | 3 | 0 |
| Nagano Tridents    | 0 - 3    |                 | 3 - 2         | 3 - 0              | 3 | 2 | 1 |
| Kinki Daigaku      | 2 - 3    | 2 - 3           |               | 3 - 0              | 3 | 1 | 2 |
| Amagasaki Shiritsu | 0 - 3    | 0 - 3           | 0 - 3         |                    | 3 | 0 | 3 |

#### Gruppo B
| Squadre           | Suntory Sunbirds | JTEKT Stings | Meiji Daigaku | Oita Weisse Adler | G | V | P |
| ----------------- | ---------------- | ------------ | ------------- | ----------------- | - | - | - |
| Suntory Sunbirds  |                  | 3 - 0        | 3 - 1         | 3 - 0             | 3 | 3 | 0 |
| JTEKT Stings      | 0 - 3            |              | 3 - 1         | 3 - 2             | 3 | 2 | 1 |
| Meiji Daigaku     | 1 - 3            | 1 - 3        |               | 3 - 2             | 3 | 1 | 2 |
| Oita Weisse Adler | 0 - 3            | 2 - 3        | 2 - 3         |                   | 3 | 0 | 3 |

#### Gruppo C
| Squadre              | Waseda Daigaku | Sakai Blazers | Toyoda Trefuerza | Kawasaki Red Spirits | G | V | P |
| -------------------- | -------------- | ------------- | ---------------- | -------------------- | - | - | - |
| Waseda Daigaku       |                | 3 - 2         | 3 - 1            | 3 - 1                | 3 | 3 | 0 |
| Sakai Blazers        | 2 - 3          |               | 3 - 2            | 3 - 2                | 3 | 2 | 1 |
| Toyoda Trefuerza     | 1 - 3          | 2 - 3         |                  | 3 - 0                | 3 | 1 | 2 |
| Kawasaki Red Spirits | 1 - 3          | 2 - 3         | 0 - 3            |                      | 3 | 0 | 3 |

#### Gruppo D
| Squadre                 | JT Thunders | Toray Arrows | Fukuyama Heisei Daigaku | Rakunan | G | V | P |
| ----------------------- | ----------- | ------------ | ----------------------- | ------- | - | - | - |
| JT Thunders             |             | 3 - 1        | 3 - 0                   | 3 - 0   | 3 | 3 | 0 |
| Toray Arrows            | 1 - 3       |              | 3 - 0                   | 3 - 0   | 3 | 2 | 1 |
| Fukuyama Heisei Daigaku | 0 - 3       | 0 - 3        |                         | 3 - 0   | 3 | 1 | 2 |
| Rakunan                 | 0 - 3       | 0 - 3        | 0 - 3                   |         | 3 | 0 | 3 |

#### Squadre qualificate
- FC Tokyo[3]
- JT Thunders
- JTEKT Stings
- Panasonic Panthers[4]
- Sakai Blazers
- Suntory Sunbirds
- Toray Arrows
- Waseda Daigaku

### Seconda fase
|  | Quarti di finale   | Quarti di finale   | Quarti di finale |                  |                    | Semifinali         | Semifinali | Semifinali |  |  | Finale | Finale | Finale |  |
|  |                    |                    |                  |                  |                    |                    |            |            |  |  |        |        |        |  |
|  | Panasonic Panthers | Panasonic Panthers | 3                |                  |                    |                    |            |            |  |  |        |        |        |  |
|  | Panasonic Panthers | Panasonic Panthers | 3                |                  |                    |                    |            |            |  |  |        |        |        |  |
|  | JTEKT Stings       | JTEKT Stings       | 0                |                  |                    |                    |            |            |  |  |        |        |        |  |
|  | JTEKT Stings       | JTEKT Stings       | 0                |                  | Panasonic Panthers | Panasonic Panthers | 3          |            |  |  |        |        |        |  |
|  |                    |                    |                  |                  | Panasonic Panthers | Panasonic Panthers | 3          |            |  |  |        |        |        |  |
|  |                    |                    | JT Thunders      | JT Thunders      | 0                  |                    |            |            |  |  |        |        |        |  |
|  | JT Thunders        | JT Thunders        | JT Thunders      | JT Thunders      | 0                  | 3                  |            |            |  |  |        |        |        |  |
|  | JT Thunders        | JT Thunders        |                  |                  |                    |                    |            |            |  |  |        |        |        |  |
|  | Sakai Blazers      | Sakai Blazers      | 1                |                  |                    |                    |            |            |  |  |        |        |        |  |
|  | Sakai Blazers      | Sakai Blazers      | 1                |                  | Panasonic Panthers | Panasonic Panthers | 1          |            |  |  |        |        |        |  |
|  |                    |                    |                  |                  |                    |                    |            |            |  |  |        |        |        |  |
|  |                    |                    | Suntory Sunbirds | Suntory Sunbirds | 3                  |                    |            |            |  |  |        |        |        |  |
|  | Waseda Daigaku     | Waseda Daigaku     | Suntory Sunbirds | Suntory Sunbirds | 3                  | 1                  |            |            |  |  |        |        |        |  |
|  | Waseda Daigaku     | Waseda Daigaku     |                  |                  |                    |                    |            |            |  |  |        |        |        |  |
|  | Toray Arrows       | Toray Arrows       | 3                |                  |                    |                    |            |            |  |  |        |        |        |  |
|  | Toray Arrows       | Toray Arrows       | 3                |                  | Toray Arrows       | Toray Arrows       | 1          |            |  |  |        |        |        |  |
|  |                    |                    |                  |                  | Toray Arrows       | Toray Arrows       | 1          |            |  |  |        |        |        |  |
|  |                    |                    | Suntory Sunbirds | Suntory Sunbirds | 3                  |                    |            |            |  |  |        |        |        |  |
|  | FC Tokyo           | FC Tokyo           | Suntory Sunbirds | Suntory Sunbirds | 3                  | 0                  |            |            |  |  |        |        |        |  |
|  | FC Tokyo           | FC Tokyo           |                  |                  |                    |                    |            |            |  |  |        |        |        |  |
|  | Suntory Sunbirds   | Suntory Sunbirds   | 3                |                  |                    |                    |            |            |  |  |        |        |        |  |

#### Quarti di finale
| 4 maggio 2019 Municipal Central Gymnasium, Osaka Durata: ? - Spettatori: ? | Panasonic Panthers | 3 - 0 | JTEKT Stings     | 27-25, 25-22, 25-21        |
| 4 maggio 2019 Municipal Central Gymnasium, Osaka Durata: ? - Spettatori: ? | JT Thunders        | 3 - 1 | Sakai Blazers    | 25-19, 25-11, 22-25, 25-17 |
| 4 maggio 2019 Municipal Central Gymnasium, Osaka Durata: ? - Spettatori: ? | Waseda Daigaku     | 1 - 3 | Toray Arrows     | 25-21, 16-25, 20-25, 21-25 |
| 4 maggio 2019 Municipal Central Gymnasium, Osaka Durata: ? - Spettatori: ? | FC Tokyo           | 0 - 3 | Suntory Sunbirds | 31-33, 29-31, 22-25        |

##### Semifinali
| 5 maggio 2019 Municipal Central Gymnasium, Osaka Durata: ? - Spettatori: ? | Panasonic Panthers | 3 - 0 | JT Thunders      | 25-16, 25-19, 26-24        |
| 5 maggio 2019 Municipal Central Gymnasium, Osaka Durata: ? - Spettatori: ? | Toray Arrows       | 1 - 3 | Suntory Sunbirds | 21-25, 27-25, 13-25, 22-25 |

##### Finale
| 6 maggio 2019 Municipal Central Gymnasium, Osaka Durata: ? - Spettatori: ? | Panasonic Panthers | 1 - 3 | Suntory Sunbirds | 21-25, 25-21, 20-25, 31-33 |

## Premi individuali
| Premio                     | Giocatrice        | Squadra            |
| -------------------------- | ----------------- | ------------------ |
| MVP                        | Dmitrij Musėrskij | Suntory Sunbirds   |
| Miglior spirito combattivo | Kunihiro Shimizu  | Panasonic Panthers |
| Miglior esordiente         | Tatsunori Ōtsuka  | Waseda Daigaku     |
| Sestetto ideale            | Masaki Oya        | Suntory Sunbirds   |
| Sestetto ideale            | Kenya Fujinaka    | Suntory Sunbirds   |
| Sestetto ideale            | Dmitrij Musėrskij | Suntory Sunbirds   |
| Sestetto ideale            | Kunihiro Shimizu  | Panasonic Panthers |
| Sestetto ideale            | Kenji Shirasawa   | Panasonic Panthers |
| Sestetto ideale            | Michał Kubiak     | Panasonic Panthers |
| Miglior libero             | Takeshi Nagano    | Panasonic Panthers |